# Оранжевый амфиприон
Оранжевый амфиприон, или амфиприон-клоун (лат. Amphiprion percula), — вид лучепёрых рыб из семейства помацентровых (Pomacentridae). Встречается на рифах в западной части Тихого океана включая: Новую Гвинею, Новую Британию, Соломоновы острова, Вануату и северную часть Большого Барьерного рифа. Возможно содержать в морских аквариумах. Часто путают с анемоновой рыбкой.
Территориальный и агрессивный вид, живет парами среди стрекательных щупальцев актиний, предоставляющих ему защиту от хищников. Питается водорослями, беспозвоночными и остатками пищи своей актинии. Окраска состоит из белых или черных полос и пятен на красном или золотистом фоне. Размер до 11 см. Протандрический гермафродит. Переопределение пола самца происходит после гибели самки.